# Villa del Foro
(Plinio il Vecchio ricorda così uno tra i principali centri della IX Regio Augustea)
Villa del Foro è una frazione del comune di Alessandria in Piemonte.

## Geografia fisica
La frazione di Villa del Foro si trova nella parte occidentale del comune di Alessandria, sulla riva destra del fiume Tanaro nei pressi della confluenza tra il Tanaro e il torrente Belbo, e confina con le frazioni di Casalbagliano, Cantalupo, i comuni di Castellazzo Bormida e Oviglio, il confine nord della frazione è rappresentato dal fiume Tanaro.

## Storia
Di Villa del Foro si hanno notizie fin dai tempi antichi, fu un importante centro in epoca preistorica e protostorica come dimostrano i numerosi ritrovamenti: nelle vicinanze sono state trovate alcune tombe risalenti alla cultura dei campi di urne, alle culture proto-celtiche dei Liguri e propriamente Celtiche durante l'età del ferro. Divenne poi un insediamento romano con il nome di Forum Fulvii per entrare in decadenza in epoca medioevale.

### Epoca romana

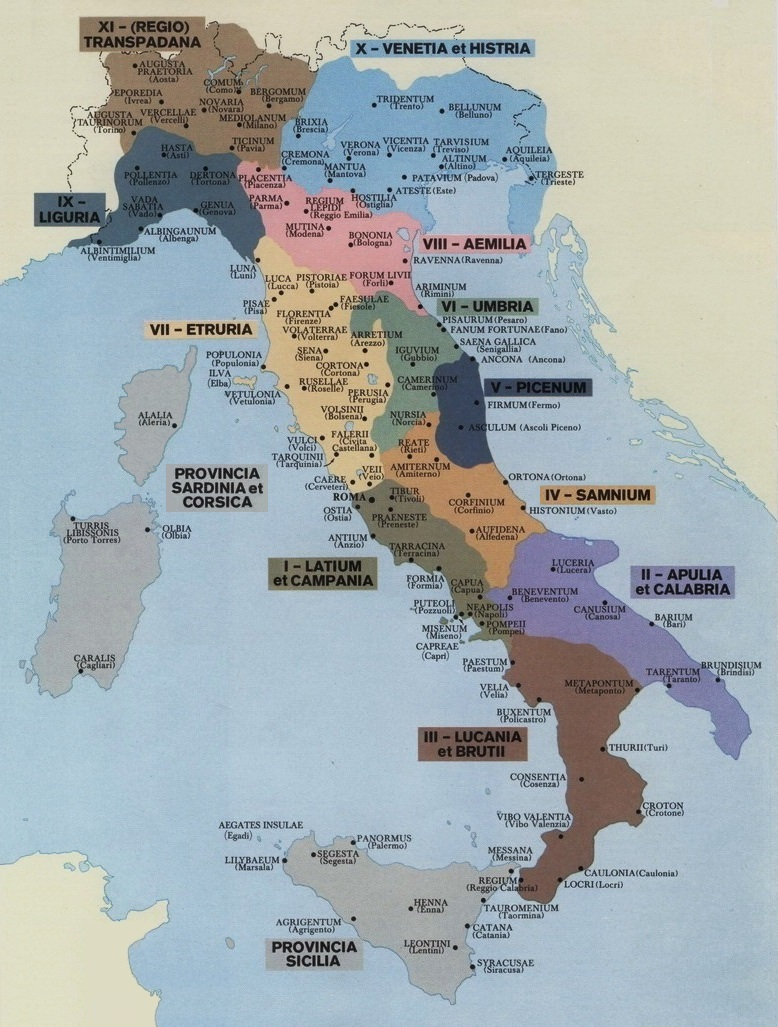
La Regio IX Liguria, di cui Forum Fulvii faceva parte, all'interno del panorama delle regioni dell'Italia augustea

Secondo l'ipotesi oggi più accreditata Forum Fulvii fu istituito alla fine del II secolo a.C. a opera del console M. Fulvio Flacco, impegnato fra il 125 e il 123 a.C. in una campagna militare nel Monferrato contro le popolazioni di Salluvii  e Vocontii in supporto della città di Massalia (odierna Marsiglia). La conquista della regione fu accompagna da un'intensa opera di riorganizzazione amministrativa della stessa attraverso l'apertura di una grande strada consolare, oggi convenzionalmente indicata come via Fulvia dal nome del suo promotore appunto, e dalla fondazione di diversi centri lungo il suo percorso. Molti di essi inoltre, tra cui lo stesso Forum Fulvii, furono istituiti in località già interessate in epoca preistorica e protostorica dalla presenza di insediamenti anche temporanei e varie forme di frequentazione più o meno stabile: l'intervento romano dunque si configurava non tanto come una vera e propria deduzione di nuove colonie, quanto piuttosto come una ri-fondazione di comunità preesistenti che in questo modo venivano inquadrate nell'ordinamento romano. Tale soluzione si accompagnava alla pratica delle assegnazioni viritane, ovvero dell'assegnazione di terre da coltivare a singoli coloni ("viritim" appunto: si trattava in larga parte di veterani arrivati al congedo ed eventualmente originari delle zone dove venivano reinsediati) che continuavano a dipendere formalmente da Roma dal punto di vista giuridico e amministrativo.
L'assenza di nuove colonie rendeva necessaria la presenza di fora e conciliabula, vale a dire di luoghi che fungessero da punto di riferimento per una forma di popolamento sparso della regione in cui commerciare, riunirsi, celebrare festività e riti comuni e otterene giustizia in caso di controversie giuridiche e processi. In questi centri veniva inoltre favorito e stimolato il contatto fra la popolazione autoctona e i nuovi coloni, facilitando il processo di progressiva romanizzazione del territorio e di accettazione della cultura romana presso le genti locali.
Nato quindi come forum inizialmente forse alle dipendenze di Dertona, Forum Fulvii fu assegnato alla Tribus Pollia e nel corso del I secolo a.C. avverrà la sua piena integrazione nel sistema amministrativo romano attraverso un processo per gradi che vedrà l'acquisizione della cittadinanza latina nell'89 a.C. in seguito alla conclusione della guerra sociale, l'ottenimento della cittadinanza romana nel 49 a.C. e infine, con l'abolizione del regime provinciale per la Cisalpina nel 42 a.C., la piena equiparazione giuridica al resto dell'Italia. Inserito all'interno della Regio IX Liguria in seguito alla riforma di Augusto, forse immediatamente dopo il 42 a.C. o al più tardi in epoca augustea divenne municipium dotato di propria autonomia e con un territorio di pertinenza i cui limiti sono di difficile definizione, confinante a est con Dertona, a sud con Aquae Statiellae, a ovest con Hasta e a nord con Vardacate.
Nel corso del I e II secolo d.C. il centro beneficia del generale clima di benessere e prosperità che attraversa l'Impero, basando la propria economia sullo sfruttamento delle risorse agricole, sulle attività artigianali connesse alla lavorazione dell'argilla e del ferro e sul commercio, facilitato in questo dal passaggio della via Fulvia e probabilmente anche dalla stretta connessione con il Tanaro. I ritrovamenti di domus di pregio nonché di materiali di importazione sembrano confermare la ricchezza di una città che non a caso dunque viene annoverata da Plinio il Vecchio fra le principali della regione.
A partire dal III secolo d.C., e in particolare dalla metà dello stesso in concomitanza con una generale situazione di crisi dell'Impero, Forum Fulvii vide l'avvio di un processo di declino dal quale sembra non essere stato in grado di risollevarsi nei secoli successivi, con un progressivo spopolamento del territorio e una perdita di importanza della via consolare, a cui furono preferiti nel tempo altri percorsi che causarono quindi un decentramento degli interessi economici e commerciali rispetto all'area del municipium.

#### Ritrovamenti di epoca romana
Il Forum era situato lungo la strada oggi convenzionalmente indicata come via Fulvia, che da Dertona portava ad Augusta Taurinorum attraverso il territorio di Hasta, per poi proseguire probabilmente in direzione di Segusium e da qui in territorio gallico. Un tratto della strada, di ampiezza compresa fra i 9 e i 12 m circa, è stato rinvenuto in località San Damiano, a ovest dell'abitato attuale: essa appartiene alla tipologia delle strade glareate, vale a dire dotate di una pavimentazione in ciottoli, e risulta essere stata costruita in due fasi distinte. Il primo impianto risale alla fine del II secolo a.C., in concomitanza con l'istituzione del centro romano, con u'accurata tecnica che prevedeva la realizzazione di due strati preparatori su cui poggia il manto stradale; tale percorso fu utilizzato con continuità fino all'inizio del I secolo d.C., con un progressivo restringimento della carreggiata a causa di depositi alluvionali sui suoi margini e l'utilizzo degli stessi come sede per alcune sepolture a cremazione entro anfora. Una grande alluvionale intorno alla metà del I secolo d.C. provocò l'interruzione del percorso, che venne tuttavia immediatamente ripristinano con un nuovo tracciato spostato poco più a nord e a una quota lievemente superiore della precedente, riutilizzando inoltre parte di quanto era ancora visibile del più antico percorso come strato preparatorio per il secondo. Tale strada, indicata con il nome di Fulvia Minor, continuò a essere utilizzata almeno ancora fino al IV-V secolo d.C. dal momento che compare ancora all'interno della Tabula Peutingeriana, mentre il tracciato più antico cadde completamente in disuso e fu interessato dalla realizzazione di ulteriori sepolture entro anfora all'interno dell'acciottolato.
Ai lati sia della Fulvia Maior sia della Fulvia Minor si svilupparono nel tempo diverse attività artigianali connesse con la lavorazione del ferro e dell'argilla. Il ritrovamento di resti di piccole strutture interpretabili come forni, inseriti all'interno di recinzioni di cui ben poco si preservava a delimitazione di cortili acciottolati in affaccio sulla via Fulvia, nonché di scarti di produzione vari (fra cui alcune scorie ferrose impiegate all'interno del manto stradale in occasione di interventi di manutenzione dello stesso) confermano la presenza di edifici manifatturieri che mostrano una continuità di vita e utilizzo fra l'inizio del I secolo a.C. e almeno tutto il II secolo d.C., quando tutta l'area viene interessata da lavori di rifacimento e di riporto di strati ricchi di macerie provenienti probabilmente da edifici di natura residenziale.
In via della Rocca sono emersi i resti di abitazioni signorili di grande pregio sviluppate ai lati di una strada ampia circa 9 m con andamento nord-sud, possibile cardine massimo dell'insediamento antico. La domus sul margine orientale, l'unica indagata in modo approfondito, si caratterizza per una serie di ambienti a destinazione residenziale sviluppati a est e nord di una corte centrale pavimentata in ciottoli e racchiusa da un muro di cinta. Il vano più importante era dotato di un sistema di riscaldamento a ipocausto con pavimentazione a mosaico, di cui è stato recuperata un'esigua porzione con motivo a losanghe in tessere nere su fondo bianco. Tutti gli ambienti sono interessati da numerosi interventi di ristrutturazione e rifacimento interno a partire dalla metà del I secolo a.C. e fino almeno all'inizio del III secolo d.C., quando vengono eseguiti gli ultimi lavori documentati. Un lungo canale di scolo attraversava il cortile in senso nord-sud con lieve pendenza verso sud, garantendo il deflusso di acqua proveniente forse da un vano termale o a destinazione artigianale non identificato con precisione all'interno della domus. Le dimensioni complessive dell'abitazione non sono note, tenuto conto della sua prosecuzione a nord al di sotto del manto stradale, a est oltre i limiti del campo indagato e a sud all'interno dello stesso, dovetuttavia si perdono le tracce a causa della profondità raggiunta dai moderni interventi agricoli.
Alcuni interventi negli anni Novanta poco più a ovest lungo strada dei Goglini, a partire dal suo incrocio con via della Rocca, hanno portato in luce i resti di ulteriori abitazioni signorili di cui si conservavano solo poche strutture murarie molto rovinate legate a piani pavimentali sconnessi. L'area molto ristretta delle indagini, limitata al solo sedime stradale, non ha consentito di approfondire le esplorazioni ma è stato comunque possibile verificare come orientamento, tecniche costruttive e datazione delle diverse fasi edilizie riconosciute siano del tutto coerenti con quelle della domus meglio conservata a est. Inoltre la presenza di resti di alcune suspensurae confermano anche per queste abitazioni l'esistenza di alcuni vani riscaldati mediante ipocausto.
Sempre lungo via della Rocca, poco a nord dell'incrocio fra questa e la strada statale per Oviglio, a partire dagli anni Ottanta sono state trovate varie sepolture che vanno a costituire un'ampia necropoli situata in corrispondenza del probabile limite sud-orientale di Forum Fulvii: per specifiche disposizioni normative infatti esse potevano essere situate esclusivamente all'esterno dell'abitato, rappresentando così un importante indizio per ipotizzare i margini del centro. Le circa 60 sepolture individuate sono tutte a incinerazione del tipo sia diretto (la cremazione avveniva nel luogo stesso della sepoltura) sia indiretto (il defunto era cremato in un punto diverso, l'ustrinum, e le ceneri erano poi raccolte in un'urna e sepolte altrove), ascrivibili al periodo imperiale fra I e II secolo d.C. soprattutto; un'unica tomba a inumazione è forse da attribuire a una fase di frequentazione più tarda. Le tombe sono tutte entro fossa di terra con eventuale seconda fossa adiacente per il corredo, di composizione estremamente varia: si va da tombe prive di corredo (la minor parte) a tombe estremamente ricche con fino a circa 20 oggetti nel complesso, per lo più recipienti ceramici (coppe e piatti in terra sigillata o a pareti sottili, olpai  e coppe in ceramica comune, più rare anfore o reperti in ceramica invetriata) e in vetro (soprattutto balsamari ma anche olpai e rare coppe) oltre a reperti in metallo, osso lavorato e monete. Non si sono conservati resti di monumenti o recinti funerari, pertanto è molto difficile riconoscere eventuali raggruppamenti fra tombe appartenenti a un medesimo nucleo famigliare, anche perché le sepolture sono venute alla luce in quattro aree adiacenti distinte fra loro divise dalle moderne abitazioni. Non sembrano inoltre esistere specifici criteri ordinatori che possono aver regolamentato la disposizione delle diverse deposizioni, che in alcuni casi vanno anche a sovrapporsi: l'unico elemento di rispetto all'interno della necropoli sembra infatti essere una strada acciottolata, parallela alla via Fulvia e quindi coerente con l'impianto urbano di Forum Fulvii, sui cui margini furono realizzate alcune delle tombe senza invaderne la carreggiata, oggetto di vari interventi di manutenzione e ripristino nel tempo e usata almeno fino al IV secolo d.C.
Lungo strada Rosta, in posizione decisamente defilata verso sud-est rispetto tanto all'insediamento antico quanto alla frazione moderna, sono venuti in luce i resti di una fornace per la produzione di laterizi utilizzata fra I e II secolo d.C. e poi dismessa quando le strutture erano ancora in buono stato. Dotata di otto pilastrini di sostegno per il piano cottura all'interno della camera di combustione, essa si è conservata solo nella parte che era già naturalmente interrata (ovvero la camera e il praefurnium, la parte antistante che permetteva di alimentare la camera stessa), mentre l'elevato è risultato collassato al suo interno, spoliato nel tempo e poi disperso a seguito dei moderni lavori agricoli. La fornace, testimonianza di specifiche attività produttive che venivano svolte nel Forum, doveva essere in stretta connessione con la strada concolare, il cui prolungamento in direzione sud-est a partire dal tratto localizzato in località San Damiano cade proprio in coincidenza della moderna strada Rosta.

### XII secolo

#### Fondazione di Alessandria
"Foro" fu uno degli otto insediamenti, chiamati statielli, che contribuirono alla fondazione della città di Alessandria nella seconda metà del XII secolo.
Nata la città di Alessandria essa si fondò in un primo momento dall'unione demica di Gamondium (Gamondio), Marenghum (Marengo) e Bergolium (Bergoglio). Questo si evince nel testo dei reclami contro Cremona del 1184 dell'imperatore Federico ove indica i promotori ed autori della fondazione della nuova città: "de tribus locis, Gamunde vicelicet et Meringin et Burgul". Non è descritto il nome del luogo dell'incontro, anche se pare già indicato con una certa precisione nella specificazione del sito sul Tanaro dove il trasferimento fu più breve: Bergoglio.
Ai tre luoghi citati si aggiunsero in seguito  Roboretum (Rovereto), Solerium (Solero), Forum (Villa del Foro), Vuilije (Oviglio) e Quargnentum (Quargnento). In questo le popolazioni furono supportate, economicamente, dalla "Superba" e dai comuni della Lega Lombarda in contrasto con il marchesato del Monferrato, principale alleato di Federico Barbarossa.
La data ufficiale di fondazione di Alessandria è il 3 maggio 1168, anche se in quel momento ha già raggiunto una configurazione topografica, urbanistica ed amministrativa definita. Il nome "Alessandria", confermato in seguito, sarà assunto in onore di Papa Alessandro III, ampio sostenitore delle azioni della Lega Lombarda contro il Sacro Romano Impero e che aveva scomunicato Federico Barbarossa.

## Monumenti
Dei tempi più recenti è la chiesa nel centro del paese, in via Maestra, dedicata a Santa Varena e la scuola elementare in via Oviglio, ora in disuso ma parzialmente restaurata e adibita a museo archeologico.
Viene anche detto "un paese con due Santi": Santa Varena e San Baudolino; vi è anche la piccola chiesetta di San Rocco in via Oviglio.

### Esplicative
1. ↑  Da qui il nome in seguito assegnato alla Diocesi di Alessandria: "Dioecesis Alexandrina Statiellorum". Annali di Alessandria, p. 2-1168/1
2. ↑  Il Ghilini nei suoi Annali di Alessandria, p. 2-1168/1 vuole erroneamente che la nascita della città sia avvenuta il 22 aprile 1168, e cioè lo stesso giorno della fondazione di Roma: "[...] пеl qual giorno Romolo diede principio alla fabrica della Città di Roma [...]". Il Ghilini commette più di un errore: la fondazione di Roma è ufficialmente fissata il 21 aprile, e - in realtà - il nome Cesarea venne imposto dall'imperatore nella Reconciliatio Cæsareæ del 1183 (Monumenta Germaniæ Historica, pp. 181-182), che ben presto venne abbandonato dagli stessi abitanti come un elemento estraneo alla loro coscienza ed individualità collettiva. Geo Pistarino, p. 15
3. ↑  Nei primi vent'anni della sua storia la città presenta nelle fonti quattro diverse denominazioni: Alessandria, Cesarea[2], Palea, Rovereto, oltre alla designazione generica, abbastanza frequente, di civitas nova o nova civitas, ed alla più rara designazione di urbs nova. (Geo Pistarino, p. 15).

### Bibliografiche
1. ↑  Codex Statutorum, p. 439
2. ↑  Geo Pistarino, p. 14